# Scanzorosciate
Scanzorosciate é uma comuna italiana da região da Lombardia, província de Bérgamo, com cerca de 8.695 habitantes. Estende-se por uma área de 10 km², tendo uma densidade populacional de 870 hab/km². Faz fronteira com Cenate Sopra, Cenate Sotto, Gorle, Nembro, Pedrengo, Pradalunga, Ranica, San Paolo d'Argon, Torre de' Roveri, Villa di Serio.

## Demografia
| Variação demográfica do município entre 1861 e 2011                               |
|                                                                                   |
| Fonte: Istituto Nazionale di Statistica (ISTAT) - Elaboração gráfica da Wikipedia |